# Église Saint-Gervais-Saint-Protais de Bonnelles
Pour les articles homonymes, voir Église Saint-Gervais-Saint-Protais.
L'église Saint-Gervais-Saint-Protais est située à Bonnelles dans le département des Yvelines en Île-de-France, France.

## Histoire

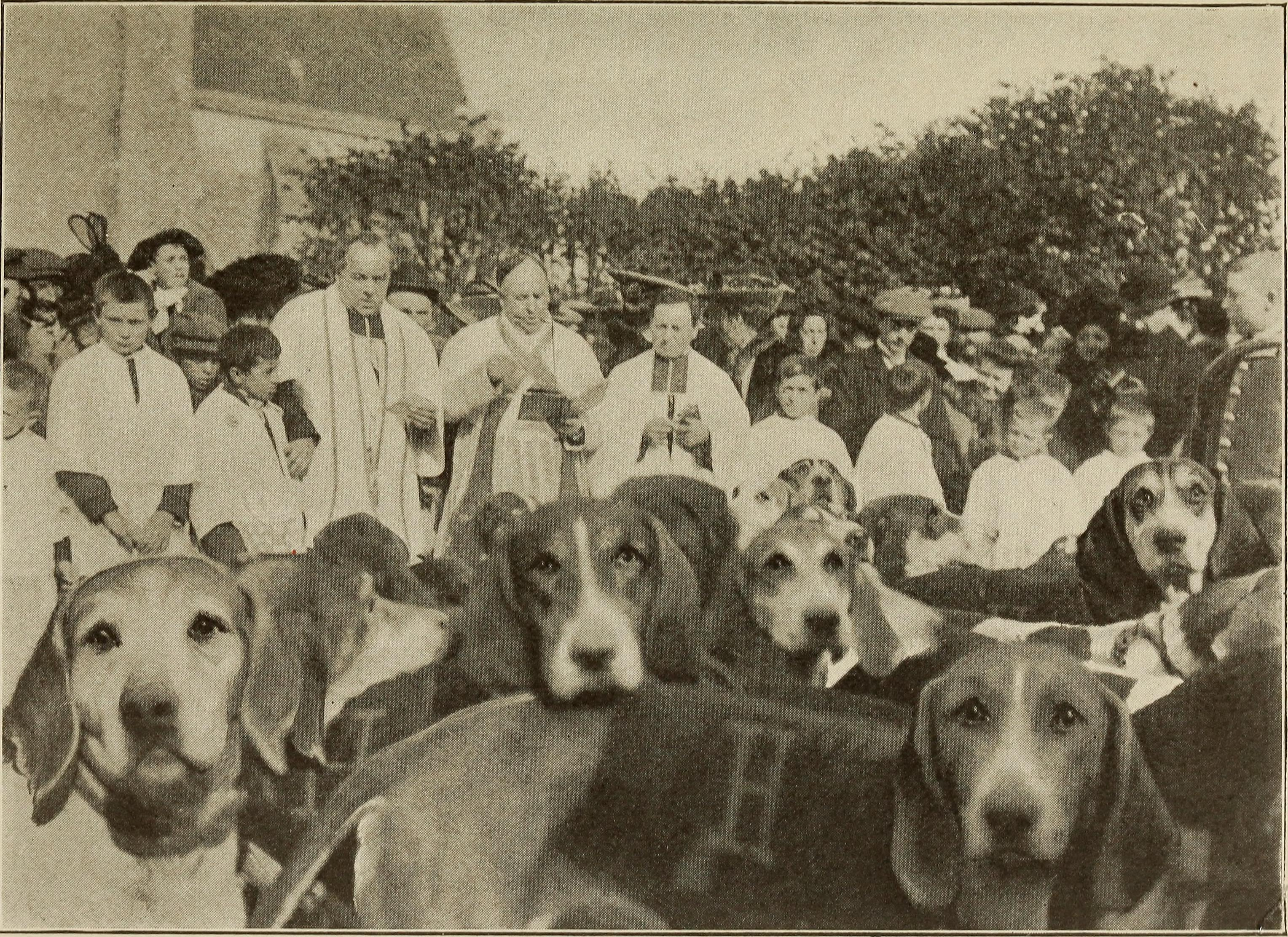
Lors d'une chasse à courre du château de Bonnelles, fin du XIXe siècle.

Une première église fut probablement construite par le Prieuré Saint-Martin-des-Champs au cours du IXe siècle ou du Xe siècle.
C'était à l'origine la chapelle du prieuré Saint-Symphorien, entre 1096 et 1194, qui fut érigée en paroisse. Le bâtiment actuel date du XIIIe siècle. En 1865, la chœur et la sacristie sont reconstruits, puis la nef en 1868.

## Architecture

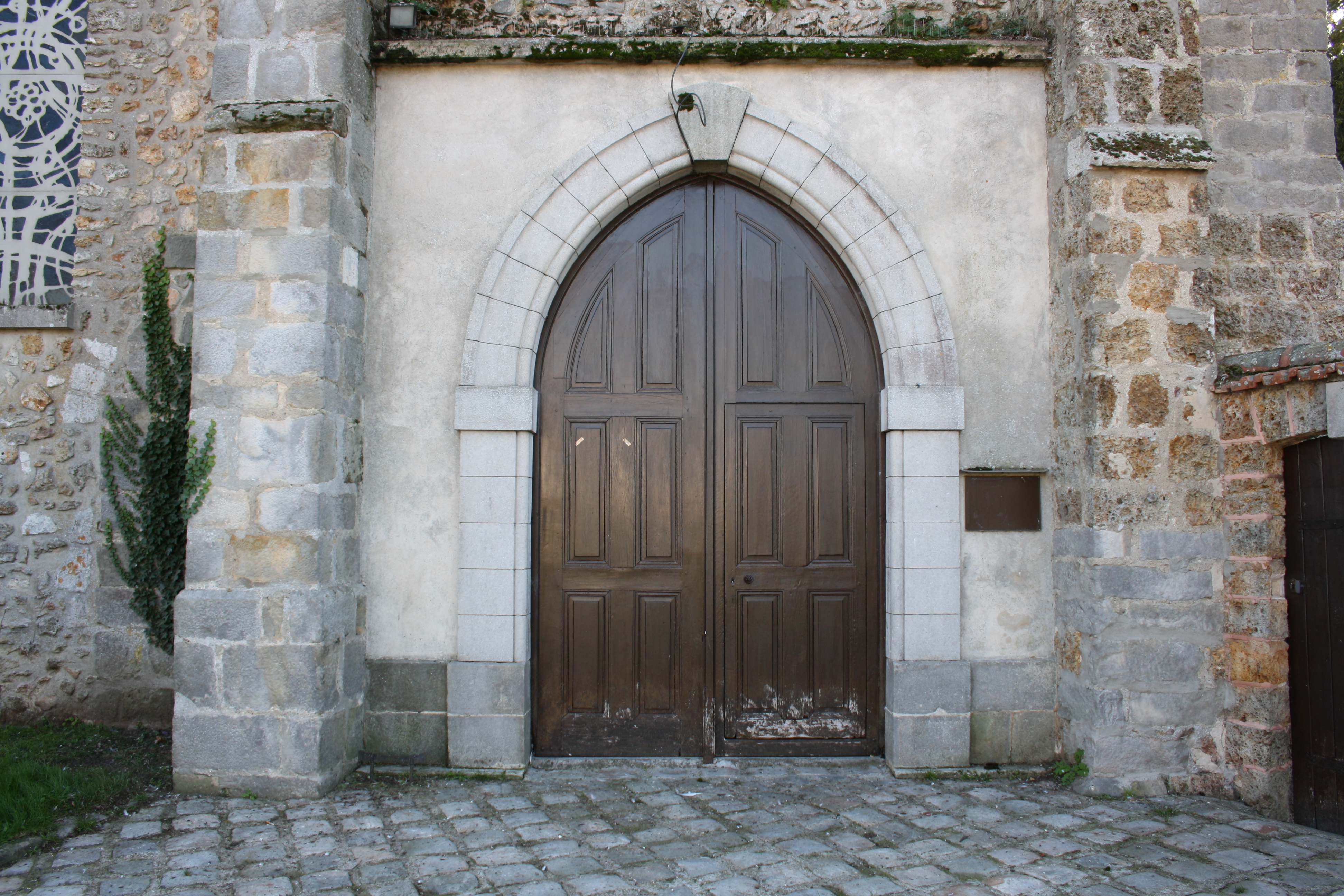
Portail d'entrée de l'église en 2011.

Cet édifice construit sur un plan longitudinal est orienté à l'ouest. Une nef à vaisseau unique est terminée par une abside semi-circulaire. La tour-clocher qui flanque le bâtiment de plan quadrangulaire.
Une partie des fenêtres sont de style roman.

## Mobilier
Elle contient notamment une toile représentant le suicide de Porcia, et une autre figurant le Baptême du Christ.
On y trouve aussi une plaque commémorative « À la mémoire des soldats de Bonnelles morts pour la France ».

## Paroisse
La paroisse fait partie d’un tout s’appelant « Le secteur Pastoral de Limours »,.